# انضغاط (فيزياء)

انضغاط أحادي المحور.

في الميكانيكا، الانضغاط هو التأثير بقوى دفع منتظمة في عدة نقاط مختلفة على جسم أو هيكل نحو الداخل، وذلك بدون تولد عزم دوران، لتقليل الحجم في اتجاه أو أكثر. ويعد الانضغاط هو عكس عملية الشد أو السحب، والتي يُؤَثَّرُ فيها بقوى منتظمة أيضًا لكن في اتجاه خارج الجسم (سحب)، فيعمل إجهاد القص على تحريك طبقات المادة بالتوازي مع لبعضها. وتعد المواد والهياكل المقاومة للانضغاط هامة جدًا في الهندسة.
في الانضغاط أحادي المحور، تؤثر القوى في اتجاه واحد فقط، وعليها تواجه القوى بعضها البعض مما يقلل من طول الجسم في ذلك الاتجاه. يمكن أيضًا التأثير بقوى الانضغاط في عدة اتجاهات، فعلى سبيل المثال يمكن التأثير بقوى على جوانب اسطوانة للداخل لتقليل مساحتها (يسمى هنا انضغاط ثنائي المحور)، أو التأثير على السطح الكلي للاسطوانة (أعلاها وأسفلها وجوانبها) لتقليل حجمها.

## التأثير
إذا ما أُثِر على أي جسم بالانضغاط (أو أي شكل آخر من أشكال الإجهاد) فسوف يعاني من التشوه أو التغير في الشكل، حتى وإن كان ذلك التأثير دقيق إلى حد كبير، سيؤدي في كل الأحوال إلى تغير في التوزيع الطبيعي لذرات وجزيئات المادة. قد يكون هذا التشوه دائم، أو يختفي أثره بعد إيقاف تأثير القوى حسب طبيعة المادة. باختصار، تؤثر الأجسام بقوى رد فعل مقابلة لقوى الانضغاط، وقد تصل في النهاية إلى حالة توازن.
لا تستطيع الغازات أو السوائل من مقاومة الانضغاط أحادي أو ثنائي المحور، وإنما يعانون من التشوه بصورة الدائمة ولا يؤثرون بأي قوة رد فعل دائمة. على الرغم من ذلك، تتمكن الغازات والسوائل من مقاومة الانضغاط متسق الاتجاهات (بالإنجليزية: Isotropic Compression)‏، كما يمكن ضغطهم بصور أخرى لحظيًا كما هو الحال في الموجات الصوتية.

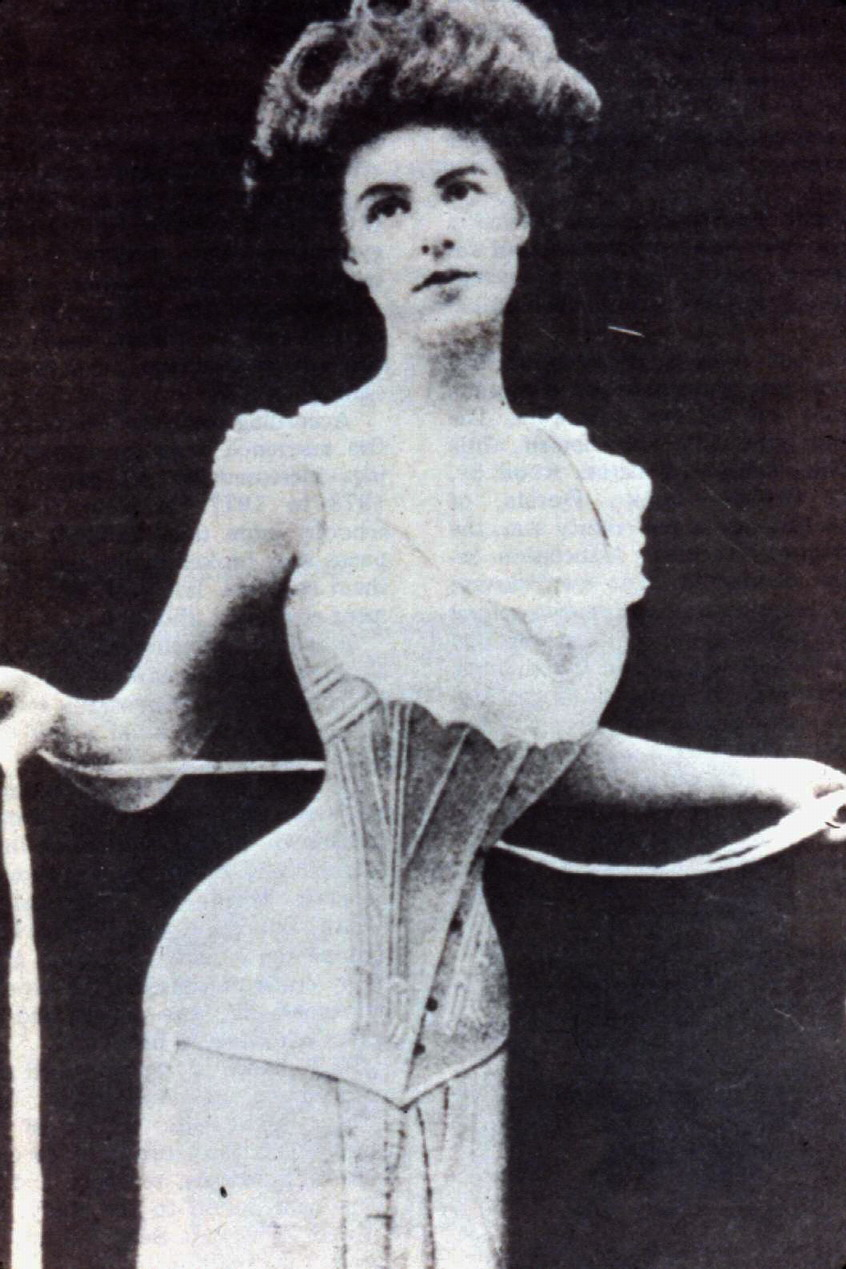
الكورسيه يؤثر بقوة ثنائية الاتجاه على الوسط.

تتقلص أي مادة عادية في الحجم إذا ما أُثِر عليها بانضغاط متكافئ الاتجاهات، أو تتقلص مساحة مقطعها إذا ما أُثِر عليها بانضغاط ثنائي المحور، أو يتقلص طولها إذا ما أُثِر عليها بانضغاط أحادي الاتجاه. قد لا يكون التشوّه منتظمًا. وما يحدث في الاتجاهات التي لا تتعرض للانضغاط يعتمد على طبيعة المادة، فمعظم المواد تتمدد في تلك الاتجاهات، أما بعض المواد المميزة فتبقى دون تغير أو تقلص. عامة، يدرس علم ميكانيكا المتصل العلاقة بين الإجهاد المؤثر والتشوّه الناتج تفصيليًا.

## الاستخدامات

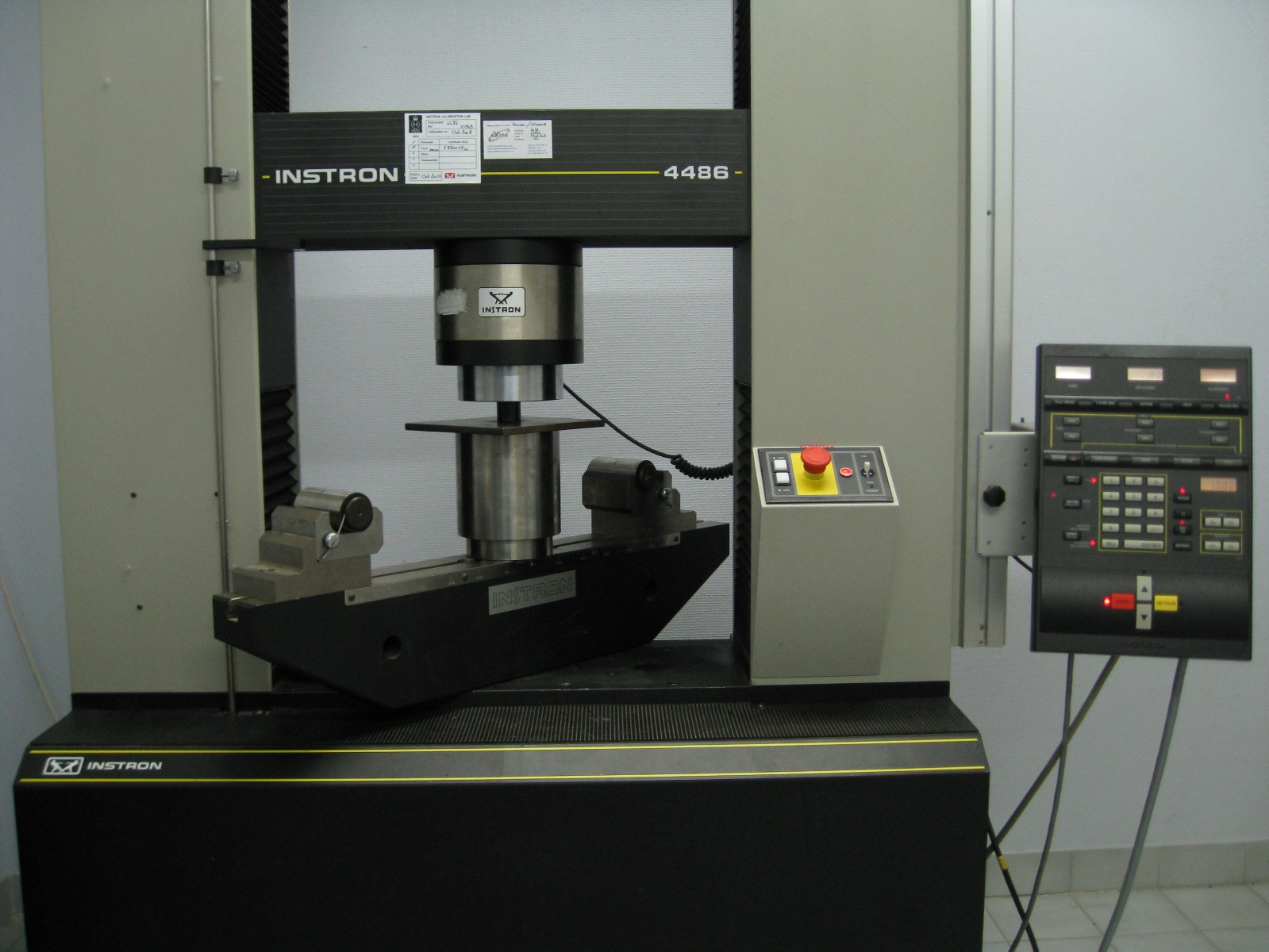
اختبار انضغاط في آلة انضغاط اختباري.

لانضغاط المواد الصلبة العديد من الجوانب في علم المواد والفيزياء وهندسة الإنشاءات. ومن خلال إحداث الانضغاط، يمكن قياس عدة خصائص ميكانيكية مثل مقاومة الانضغاط ومعامل المرونة.
تتباين آلات الانضغاط في قدرتها بين أنظمة بقدرة صغيرة إلى أنظمة أخرى بقدرات تتعدى 53 ميغا نيوتن.
تضغط الغازات عادة لتُشْحَن في حالة انضغاط وذلك لتوفير المساحة الهائلة التي قد يشغلها دون انضغاط. كما تستخدم غازات أخرى منضغطة مثل الهواء أو غيره من الغازات لملئ بالونات أو قوارب مطاطية أو غيرها من الأجسام القابلة للنفخ. أما السوائل المنضغطة فتستخدم في الآلات الهيدروليكية وفي التصديع المائي.

## في المحركات

### محركات الاحتراق الداخلي
في محركات الاحتراق الداخلي، يضغط خليط الغازات القابل للانفجار أولًا قبل إشعاله، فالانضغاط يحسن من كفاءة المحرك. فعلى سبيل المثال في دورة أوتو، يعمل المكبس في الشوط الثاني للدورة على انضغاط الخليط الذي دخل إلى غرفة الاحتراق في الشوط الأول.